# Chut jezik
Chut jezik (ISO 639-3: scb; isto i May, Ruc, Sach, Salang), austroazijski jezik kojim govori oko 4 280 u Indokini, od čega 3 830 (1999 popis) u vijetnamskoj provinciji Quang Binh blizu laoske granice i oko 450 u Laosu (1995 popis), u provinciji Khammouan.
Etnička zajednica Chút (polumnomadi tradicionalnog vjwerovanja) obuhvaća i uže skupine Mày, Sách i Ruc koje govore istoimenim dijalektima, a srodni su im Arem, koji govore srodnim jezikom iz iste podskupine chut, dio šire skupine viet-muong.

## Vanjske poveznice
- Ethnologue (14th)
- Ethnologue (15th)
- The Chut Language